# Ommatius dispar
Ommatius dispar är en tvåvingeart som beskrevs av Macquart 1848. Ommatius dispar ingår i släktet Ommatius och familjen rovflugor. Inga underarter finns listade i Catalogue of Life.